# The Best (Rockhaus-Album)
The Best ist ein Best-of-Album der Band Rockhaus. Es erschien 1996.

## Entstehungsgeschichte
Das Album umfasst die Hits der Band von 1983, als die erste LP Bonbons und Schokolade erschien, bis zur 1995 erschienenen LP Wunderbar. Es ist die erste Best-Of-Kompilationsalbum der Band. Kilian verließ 1994 die Band. Von Herbst 1994 bis 1996 war Acki Noack Sänger von Rockhaus. Die Titel 17 und 18 wurden von ihm gesungen.

## Musikstil und Rezeption
Das Album umfasst die ganze Bandbreite von „Rockhaus“ von New Wave, Funk über Hip-Hop zum Rock.

## Titelliste
1. Bonbons und Schokolade - 3:52
(Musik: Wosylus, Text: Kilian, Erscheinungsjahr: 1983)
2. Disco in der U-Bahn - 4:09
(Musik: Rockhaus, Text: Kilian, Erscheinungsjahr: 1983)
3. Bärbel - 4:15
(Musik: Rockhaus, Text: Kilian, Erscheinungsjahr: 1983)
4. Ferien mit Helene - 4:06
(Musik: York, Text: Koch, Erscheinungsjahr: 1983)
5. Alles klar - 4:55
(Musik: Kilian, Text: , Text: Krahl, Erscheinungsjahr: 1984)
6. Vergiß mich - 4:04
(Musik: Rockhaus, Text: Kilian, Erscheinungsjahr: 1984)
7. Parties - 4:59
(Musik: Rockhaus, Text: Kilian, Erscheinungsjahr: 1984)
8. Gefühle - 4:04
(Musik: Rockhaus, Text: Kilian, Erscheinungsjahr: 1986)
9. Mich zu lieben - 4:10
(Musik: Rockhaus, Text: Kilian, Erscheinungsjahr: 1988)
10. Armer Irrer - 3:09
(Musik: Rockhaus, Text: Kilian, Erscheinungsjahr: 1988)
11. Hör zu - 3:00
(Musik: Rockhaus, Text: Kilian, Erscheinungsjahr: 1988)
12. Bleib cool - 3:05
(Musik: Rockhaus, Text: Kilian, Erscheinungsjahr: 1988)
13. I.L.D - 3:40
(Musik: Rockhaus, Text: Kilian, Erscheinungsjahr: 1988)
14. Wohin - 5:24
(Musik: Rockhaus, Text: Vitale/ Kilian, Erscheinungsjahr: 1990)
15. Nur ein Traum - 4:06
(Musik: Rockhaus, Text: Kilian, Erscheinungsjahr: 1990)
16. Prinzen - 3:43
(Musik: Rockhaus, Text: Kilian, Erscheinungsjahr: 1995)
17. Du hast den Farbfilm vergessen* - 3:19
(Musik: Heubach, Text: Demmler, Erscheinungsjahr: 1996)
18. Eis* - 3:28
(Musik: Rockhaus, Text: Noack, Erscheinungsjahr: 1996)

- * Sänger: Acki Ackumulator Noack
- Verlage:

- Big Bäng (Titel 1-4,6,7,16)
- Harth MV (Titel 8-13)
- Autarc/ Inferno MV/ Autobahn MV (Titel 14)
- Harth MV/ Ed. Amiga (Titel 17)
- Big Bäng MV/ Platin Song MV (Titel 5)
- Eastwest Records GmbH (Titel 14,15)
- Dudel Records (Titel 16)
- Uwe Hoffmann/ Preußenstudio Berlin (Titel 17,18)
- (P) und (C) Compilation 1996: Hansa Musik Produktion GmbH